# Макинтайр, Риба
Риба Нилл Макинтайр (англ. Reba Nell McEntire; род. 28 марта 1955, Макалестер, Оклахома, США) — американская кантри певица, автор песен, продюсер и актриса, которая за свою карьеру продала более семидесяти миллионов копий своих альбомов по всему миру.
Она начала свою карьеру в музыкальной индустрии выступая со своими братьями и сестрой на местном радиошоу и родео. Как сольный исполнитель она была приглашена выступать на родео в Оклахоме, где привлекла внимание артиста Реда Стигала. Он привёз её в Нэшвилл, где она в конечном счёте в 1975 году подписала контракт с лейблом Mercury Records. В 1977 году она выпустила свой одноимённый дебютный сольный альбом и до 1983 года продолжала сотрудничать с Mercury.
Подписав контракт с MCA Nashville она взяла на себя весь творческий контроль над записью альбома My Kind of Country (1984), который имел более традиционное кантри-звучание и включал в себя синглы номер один в чартах: «How Blue» и «Somebody Should Leave». Альбом стал её прорывом в карьере и с тех пор она выпустила 26 студийных альбомов, 35 раз поднималась со своими синглами на вершину кантри чарта и 28 альбомов получали сертификации золотых, платиновых и мультиплатиновых Американской ассоциацией звукозаписывающих компаний. Продав более семидесяти миллионов копий своих альбомов, Макинтайр часто называют «Королевой кантри». Она занимает седьмую строчку в списке самых коммерчески успешных женщин США
В 1990 году она дебютировала как актриса в фильме «Дрожь земли» и в последующие годы появилась ещё в ряде фильмов. Она снялась в комедийном сериале «Риба» (2001—2007), за роль в котором она была номинирована на премию «Золотой глобус», а в 2012 году вернулась к актёрской профессии с главной ролью в ситкоме «Кантри в Малибу», который был закрыт после одного сезона.

## Ранняя жизнь
Риба Нилл Макинтайр родилась 28 марта 1955 года в Макалестере (штат Оклахома). Её мать работала школьным учителем, хотя всю жизнь мечтала стать кантри-певицей. Она так и не реализовала свою мечту и вместо этого обучала пению Рибу и её брата с сестрой, которые в конечном счёте организовали в подростковом возрасте группу Singing McEntires. Группа выпустила одну успешную запись «The Ballad of John McEntire» и работали на независимом лейбле, а их песня в конечном счёте смогла пересечь тысячный порог продаж. В 1974 году Макинтайр окончила университет Оклахомы и до 1976 года работала учителем начальных классов. В том же году она была нанята для исполнения национального гимна в Национальном Родео в Оклахома-Сити, и на мероприятии её вокальные данные заметил певец Рэд Стигал, который помог ей отправиться в Нэшвилл, штат Теннесси, где она и подписала в конечном счёте контракт с Mercury Records.

## Личная жизнь
В 1976 году Макинтайр вышла замуж за чемпиона родео Чарли Бэттлеса, и они проживали в Оклахоме. Они развелись в 1987 году, она переехала в Нэшвилл, штат Теннесси, и решила полностью сосредоточиться на карьере. Два года спустя она вышла замуж за своего менеджера и гитариста Нэрвела Блэкстока, с которым они вскоре открыли собственный лейбл. От брака с ним Риба родила сына Шелби Стивена Макинтайр Блэкстока 23 февраля 1990 года, а также приняла двух его детей от предыдущего брака. Один из её пасынков встречался с Келли Кларксон, давней коллегой Рибы. 28 октября 2015 года Макинтайр и Блэксток официально развелись. Макинтайр является сторонником прав ЛГБТ-сообщества.

## Дискография
| - 1977: Reba McEntire - 1979: Out of a Dream - 1980: Feel the Fire - 1981: Heart to Heart - 1982: Unlimited - 1983: Behind the Scene - 1984: Just a Little Love - 1984: My Kind of Country - 1985: Have I Got a Deal for You - 1986: Whoever's in New England - 1986: What Am I Gonna Do About You - 1987: The Last One to Know - 1988: Reba - 1989: Sweet Sixteen - 1990: Rumor Has It - 1991: For My Broken Heart - 1992: It's Your Call - 1994: Read My Mind - 1995: Starting Over - 1996: What If It's You - 1998: If You See Him - 1999: So Good Together - 2003: Room to Breathe - 2007: Reba: Duets - 2009: Keep On Loving You - 2010: All the Women I Am - 2015: Love Somebody - 2017: Sing It Now: Songs of Faith & Hope - 2019: Stronger Than the Truth | - 1987: Merry Christmas to You - 1999: The Secret of Giving: A Christmas Collection - 1989: Reba Live - 1985: The Best of Reba McEntire - 1986: Reba Nell McEntire - 1987: Greatest Hits - 1993: Greatest Hits Vol. 2 - 1994: Oklahoma Girl - 1998: Moments and Memories: The Best of Reba - 2000: I’ll Be - 2001: Greatest Hits Volume III: I'm a Survivor - 2003: 20th Century Masters: The Christmas Collection: The Best of Reba - 2005: Reba #1’s - 2006: 20th Century Masters: The Millennium Collection: The Best of Reba McEntire - 2008: Love Revival - 2008: 50 Greatest Hits |

## Фильмография
| Год  | Название на русском | Название на английском  | Роль           | Примечания                                                   |
| ---- | ------------------- | ----------------------- | -------------- | ------------------------------------------------------------ |
| 1990 | Дрожь земли         | Tremors                 | Heather Gummer | Номинация — Премия «Сатурн» лучшей киноактрисе второго плана |
| 1994 | Мэверик             | Maverick                | spectator      | камео                                                        |
| 1994 | Норт                | North                   | Ma Tex         |                                                              |
| 1994 | Шалопаи             | The Little Rascals      | A.J. Ferguson  |                                                              |
| 2001 | Ночь в баре Маккула | One Night at McCool’s   | Dr. Green      | камео                                                        |
| 2006 | Лис и Пёс 2         | The Fox and the Hound 2 | Dixie          | озвучивание                                                  |
| 2006 | Паутина Шарлотты    | Charlotte’s Web         | Betsy the Cow  | озвучивание                                                  |

| Год            | Название на русском         | Название на английском                | Роль             | Примечания |
| -------------- | --------------------------- | ------------------------------------- | ---------------- | --- |
| 1991           | —                           | Gambler Returns: The Luck of the Draw | Burgundy Jones   | |
| 1993           | —                           | The Man From Left Field               | Nancy Lee Prinzi | |
| 1994           | Фрейзер                     | Frasier                               | Rachael          | Эпизод: «Fortysomething» |
| 1994           | —                           | Is There Life Out There               | Lily Marshall    | |
| 1995           | —                           | Buffalo Girls                         | Энни Оукли       | |
| 1998           | —                           | Forever Love                          | Lizzie Brooks    | |
| 1999           | —                           | Secret of Giving                      | Rose Cameron     | |
| 2001-2007      | Риба                        | Reba                                  | Reba Hart        | Премия «Выбор народа» за лучшую женскую роль на телевидении (2002) Номинация — Премия «Золотой глобус» за лучшую женскую роль в телевизионном сериале — комедия или мюзикл (2004) |
| 2010           | —                           | Better With You                       | Lorraine Ashley  | Эпизод: «Better With Flirting» |
| 2012-2013      | Кантри в Малибу             | Malibu Country                        | Reba Gallager    | 18 эпизодов |
| 2016           | Последний настоящий мужчина | Last Man Standing                     | Billie           | камео, сезон 5, эпизод 19 «Outdoor Woman» |
| 2022-2023 т.с. | Бескрайнее небо             | Big Sky                               | Sunny Barnes     | |